# Pflicht- und Kürübungen beim Voltigieren

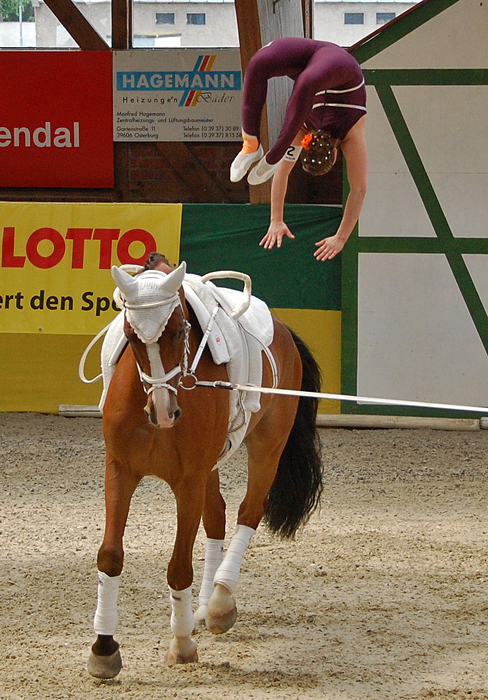
Flickflack als Abgang in der Kür

Beim Voltigieren wird zwischen Pflicht- und Kürübungen sowie dem Technikprogramm unterschieden. In der Pflicht existieren strikte Vorgaben bezüglich der zu turnenden Elemente, ihrer Reihenfolge und ihrer optimalen Ausführung. Dies ermöglicht eine direkte Vergleichbarkeit der einzelnen Voltigierer und Gruppen. In der Kür ist hingegen freigestellt, welche Übungen der Voltigierer zeigt. Hier können also auch eigene Kreationen vorgestellt werden. Das Technikprogramm stellt eine Mischform aus Pflicht und Kür da. Hier werden vorgegebene Elemente mit weiteren Übungen frei kombiniert.

## Strukturgruppen der Voltigierübungen
Basis für die Terminologie von Voltigierübungen ist eine strukturelle Systematik. Elemente, die strukturelle Ähnlichkeit aufweisen, werden daher in Strukturgruppen zusammengefasst. Die Bezeichnung und Zuordnung eines Elements beruht maßgeblich auf seiner Bewegungsstruktur, unabhängig davon wie viele Voltigierer beteiligt sind.
Die Strukturgruppen werden in statische und dynamische Elemente untergliedert.
Statische ElementeBei der Ausführung von statischen Übungen muss eine Balance zwischen inneren und äußeren Kräften hergestellt werden. In der Pflicht wird verlangt, dass die Körperposition bei statischen Übungen vier Galoppsprünge gehalten wird, in der Kür sind es drei Galoppsprünge.
- Sitze (z. B. Freier Grundsitz)
- Knien (z. B. Kniestand)
- Stände (z. B. Stehen, Handstand, Schulterstand, Nackenstand)
- Stütze (z. B. Liegestütz)
- Hänge (z. B. Schulterhang)
- Waagen (z. B. Fahne, Standwaage, Stützwaage)
- Lieger/Flieger (z. B. Schulterflieger, Fliegender Engel, Bauchlieger)

Dynamische ElementeZu den dynamischen Elementen zählen solche Übungsformen, bei denen sich der Körperschwerpunkt des Voltigierers in Relation zum Pferd in Bewegung befindet. Die hierzu benötigte Energie wird entweder als Bewegungsenergie genutzt oder aus Muskelkraft gewonnen.
- Schrauben (Drehungen um die Längsachse)
- Räder (Drehungen um die Sagittalachse)
- Rollen/Kippen (Drehungen um die Querachse mit Kontakt zur Unterlage)
- Überschläge (Drehungen um die Querachse mit Kontakt zur Unterlage nach 180°, z. B. Flickflack, Handstandüberschlag, Bogengang)
- Salti (freie Drehungen um die Querachse mit frühestem Kontakt zur Unterlage nach 360°)
- Felgbewegungen (rückwärts gerichtete Rotationen um die Breitenachse)
- Schwünge (z. B. Schere, Flanke)
- Sprünge (z. B. Grätschwinkel-Sprung)

## Pflicht
Die Pflicht besteht aus einer vorgegebenen Folge von verschiedenen Figuren. Im Gruppenvoltigieren wird die Pflicht nacheinander von jedem einzelnen Mitglied der Voltigiergruppe ausgeführt. Die Anforderungen variieren mit den Leistungsklassen. Im Einzelvoltigieren entsprechen die Übungen der Pflicht der S-Gruppen, sie werden allerdings jeweils in nur einem Block geturnt. Beim Doppelvoltigieren existiert keine Pflicht.

### Übersicht der Pflichtübungen nach Leistungsklassen
| Leistungsklasse | Pflicht |
| --------------- | --- |
| A               | - Aufsprung - Grundsitz - Bank-Fahne - Liegestütz - Quersitze (nach innen und nach außen) - Knien - Stützschwung - Abgang nach innen |
| L               | - Aufsprung - Freier Grundsitz - Fahne - Stehen - Stützschwung vl - Halbe Mühle - Stützschwung rl - Abgang nach außen                |
| M               | - Aufsprung - Grundsitz - Fahne - Mühle - Schere - Stehen - Flanke 1. Teil + Wende nach innen                                        |
| Junior          | - Aufsprung - Freier Grundsitz - Fahne - Mühle - Schere - Stehen - Wende nach außen                                                  |
| S               | - Aufsprung - Fahne - Mühle - Schere - Stehen - Flanke                                                                               |

### Figuren beim Voltigieren (Pflicht)

#### Abgang aus dem Vorwärts-/ Rückwärtssitz nach innen/außen
In der Leistungsklasse A wird der Abgang aus dem Vorwärtssitz nach innen, in der Leistungsklasse L aus dem Rückwärtssitz nach außen gezeigt.
Für den Abgang wird das linke/rechte Bein gestreckt im gleichmäßigen Halbkreisbogen nach innen/außen geführt und die Beine sodann geschlossen. Die Hüfte wird bei gleichzeitiger 1/4-Drehung des Rumpfes gestreckt und der Voltigierer drückt sich unmittelbar darauf nach oben von den Griffen ab. Die beidbeinige Landung vollzieht sich in hüftbreiter, paralleler Fußstellung und wird in den Fuß-, Knie- und Hüftgelenken abgefedert. Das Auslaufen erfolgt in Bewegungsrichtung des Pferdes.

#### Aufsprung
Der Voltigierer läuft im Galopprhythmus des Pferdes von der Zirkelmitte aus parallel zur Longe ans Pferd. Er fasst mit beiden Händen an die Griffe. Er springt beidbeinig und mit kurzer Stemmphase ab.  Nun schwingt er das rechte Bein nach oben, während das linke Bein an der Innenseite des Pferdes bleibt. Anhand des Absprungs, der Schwungübertragung und des Armzugs gewinnt der Voltigierer an Höhe. Am höchsten Punkt senkt er das rechte Bein an der Außenseite des Pferdes ab und stützt sich mit den Armen bei gleichzeitigem Aufrichten des Oberkörpers in die korrekte Sitzposition direkt hinter dem Gurt.

#### Fahne

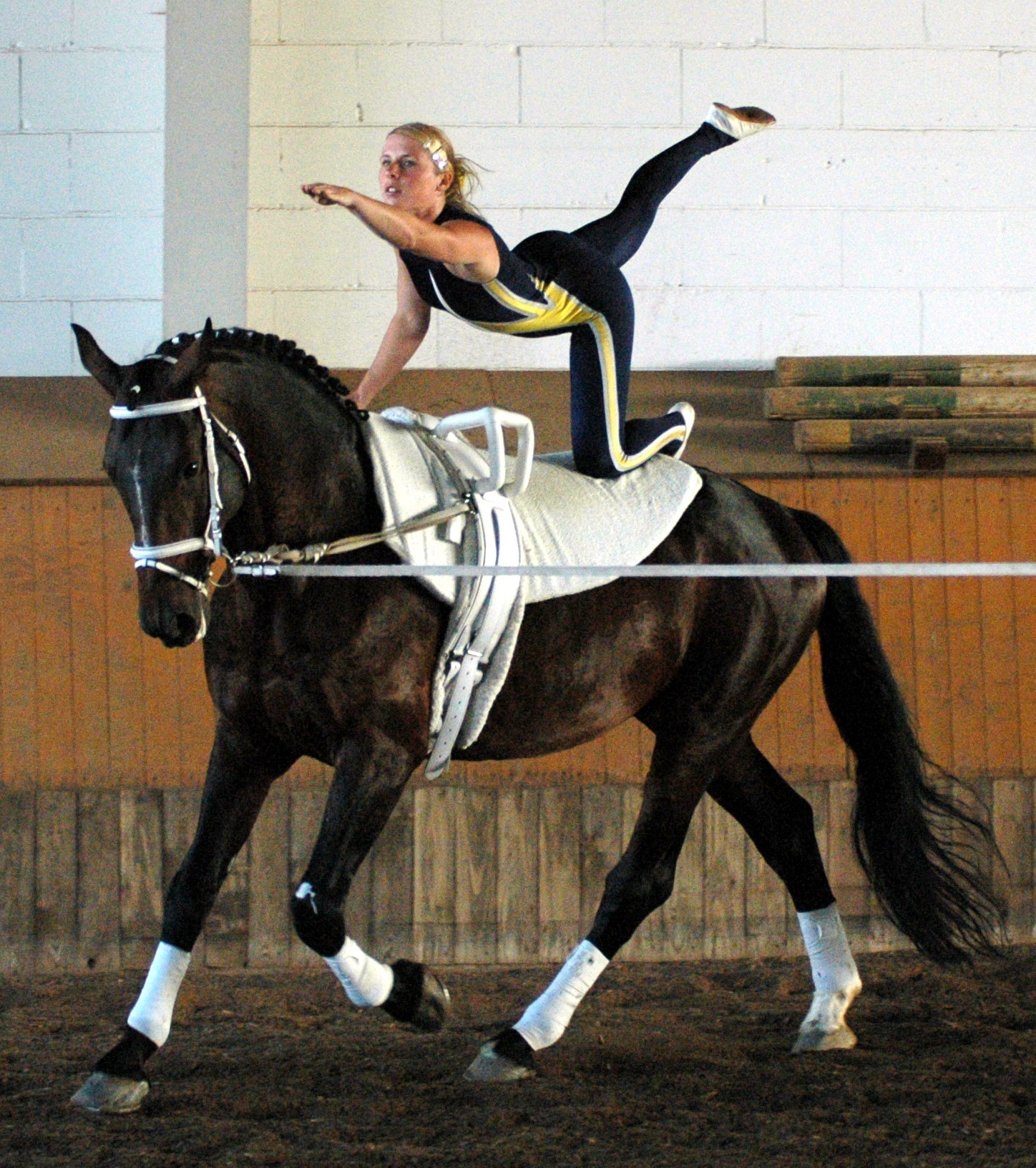
Fahne

Bei der Fahne handelt es sich um eine Balanceübung. In den verschiedenen Leistungsklassen werden unterschiedliche Ausführungen der Fahne verlangt. Allen gemein ist, dass der Voltigierer zunächst mit beiden Unterschenkeln diagonal zur Wirbelsäule in die Bank-Position aufkniet. Oberschenkel und Oberkörper des Athleten befinden sich in einem Winkel von 90°, die Arme leicht gebeugt, die Schultern sind über den Griffen, die Blickrichtung zeigt nach vorne.
Leistungsklasse A (Bank – Fahne): Aus der Bank-Position wird das rechte Bein nach hinten oben ausgestreckt, während Schulter- und Beckenachse waagerecht und in etwa auf einer Höhe bleiben. Besonders wichtig ist, dass das Gewicht gleichmäßig auf beiden Armen und dem linken Unterschenkel verteilt wird. Die Längsachse des Voltigierers ist identisch mit der des Pferdes. Schultern, Rücken, rechtes Bein und rechter Fuß des Sportlers werden durch eine gleichmäßig gebogene Linie über der Horizontalen verbunden.
Leistungsklasse L: Aus der Bank-Position wird das rechte Bein nach hinten oben ausgestreckt während Schulter- und Beckenachse waagerecht und in etwa auf einer Höhe bleiben. Nun wird der linke Arm gestreckt nach vorne angehoben. Das Gewicht muss nun gleichmäßig auf dem rechten Arm und dem linken Unterschenkel verteilt sein. Die Längsachse des Voltigierers ist identisch mit der des Pferdes. Linke Hand, linker Arm, Schultern, Rücken, rechtes Bein und rechter Fuß des Sportlers werden durch eine gleichmäßig gebogene Linie über der Horizontalen verbunden.
Leistungsklassen M, S und Junior: Aus der Bank-Position werden gleichzeitig der linke Arm nach vorne oben und das rechte Bein nach hinten oben gestreckt angehoben während Schulter- und Beckenachse waagerecht und in etwa auf einer Höhe bleiben. Im Weiteren entsprechen die Anforderungen denen der Leistungsklasse L.

#### Flanke
1. Teil zum Innensitz: Der Voltigierer holt mit den Beinen Schwung, indem er diese zuerst gestreckt nach vorne anhebt und dann schnellkräftig nach hinten-oben schwingt. Der Oberkörper wird nach vorne abgetaucht. Nun stützt sich der Voltigierer mit den Armen nach oben heraus, im Idealfall bis in den Handstand. Im höchsten Punkt wird die Hüfte abgeknickt, die Beine sind dabei geschlossen. Der Voltigierer landet weich mit geschlossenen Beinen im Innensitz.
2. Teil nach außen ab: Der Voltigierer nimmt mit beiden Beinen nach vorne Schwung und "taucht" nach außen, bis zur Schulter, vor den Gurt. Die Beine werden geschlossen nach oben, wenn möglich bis in den Handstand, geschwungen – abdrücken. Die Landung neben dem Pferd wird in den Knien möglichst weich nach oben heraus abgefedert.

#### Freier Grundsitz

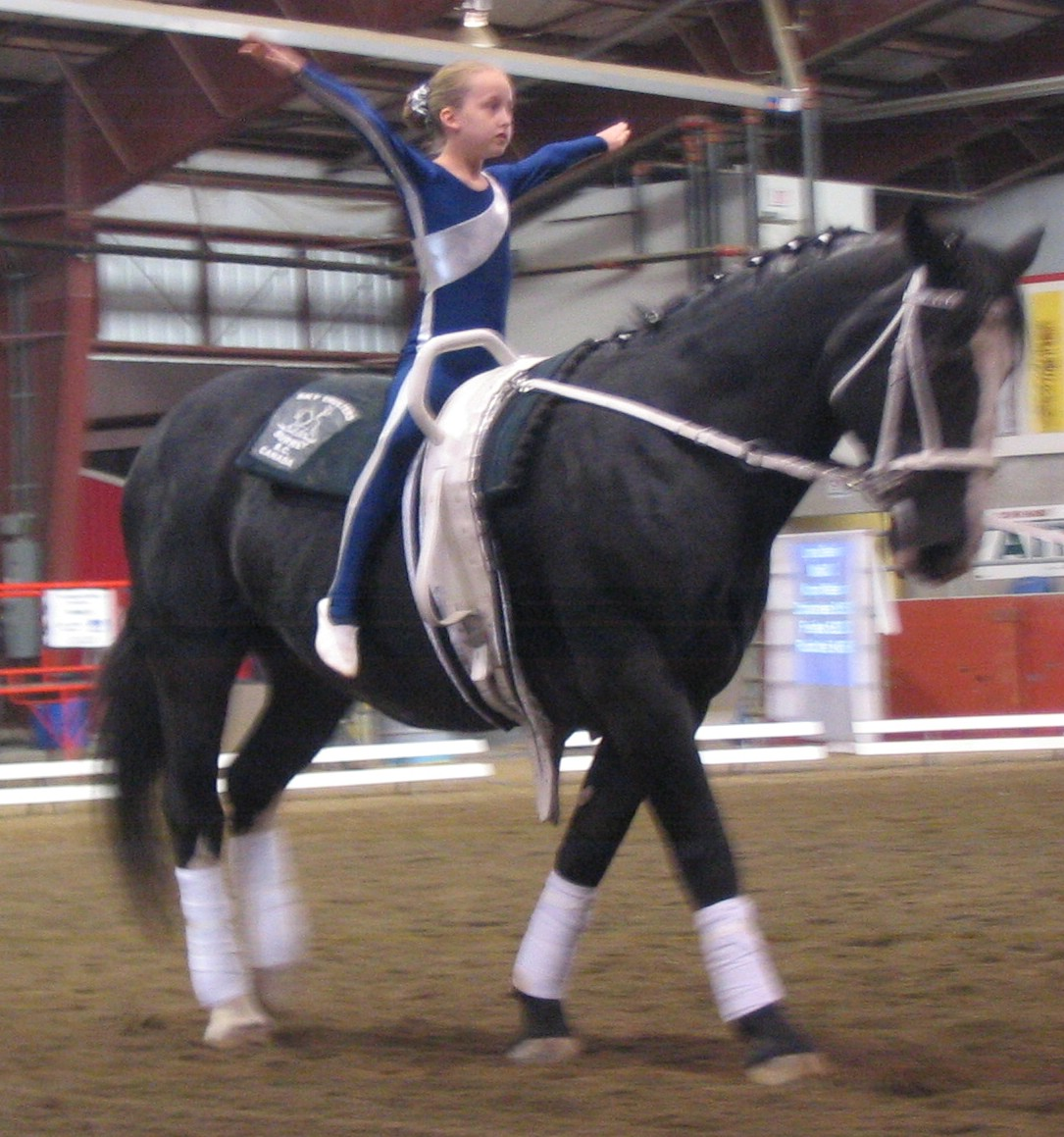
Grundsitz

Der Voltigierer sitzt mit aufgerichtetem Oberkörper (Blickrichtung geradeaus) bei gleichmäßiger Belastung der Gesäßknochen hinter dem Gurt. Beide Beine liegen am Pferd an. Beide Arme werden gleichzeitig gestreckt in seitliche Haltung geführt, wobei Finger und Ohren auf gleicher Höhe sind. Die Finger sind geschlossen, die Handflächen sind parallel zum Boden und zeigen nach unten.

#### Knien
Der Voltigierer kniet mit beiden Beinen hüftbreit auf, der Blick ist vorwärts gerichtet. Die Unterschenkel sind parallel zur Wirbelsäule des Pferdes, die Fußspitzen gestreckt. Nun wird der Oberkörper bis leicht hinter die Senkrechte aufgerichtet (gestreckte Hüfte) und das Gewicht dabei gleichmäßig auf die Unterschenkel verlagert. Beide Arme werden gleichzeitig und gestreckt in die Seithalte geführt, wobei Schultern und Fingerspitzen eine gerade Linie bilden. Die Finger sind geschlossen, die Handflächen sind parallel zum Boden und zeigen nach unten.

#### Liegestütz
Aus der Bank-Fahne legt der Voltigierer zuerst das Spielbein und anschließend das linke Bein mit dem Fußrist auf die Kruppe des Pferdes. Der Körper bildet vom Fußrist bis zum Kopf eine gerade Linie, die Beine sind geschlossen. Der Voltigierer zieht nun die Füße Richtung Gurt, indem er das Gewicht vermehrt auf die Arme verlagert und die Hüfte beugt. Die Beine werden leicht geöffnet und gleiten am Pferd entlang zum aufgerichteten Sitz direkt hinter dem Gurt.

#### Mühle
Bei der Mühle handelt es sich um eine 360°-Drehung im aufrechten Sitz, die in vier Phasen durchgeführt wird. Die Phasen erfolgen im Vierer-Takt, wobei ein Galoppsprung des Pferdes einem Takt entspricht. Ausgangs- und Endposition der Mühle ist der Vorwärtssitz. Erste Phase: Führen des rechten Beines zum Quersitz innen (die Beine sind nun geschlossen), zweite Phase: Führen des linken Beines zum Sitz rückwärts, dritte Phase: Führen des rechten Beines zum Quersitz außen (geschlossene Beine), vierte Phase: Führen des linken Beines zum Sitz vorwärts. In jeder Phase erfolgt ein Griffwechsel mit den Händen. Die gestreckten Beine werden stets in gleichmäßigem Halbkreisbogen geführt während die korrekte, aufgerichtete Sitzposition zu keinem Zeitpunkt aufgegeben wird. Die Blickrichtung sollte im rechten Winkel zur Schulterachse geradeaus gerichtet bleiben.
In der Leistungsklasse L wird lediglich eine Halbe Mühle gefordert, d. h. die ersten beiden Phasen bzw. eine Drehung um 180°.

#### Quersitz
Bei dem Quersitz handelt es sich um eine Vorübung zur Mühle, die in der Leistungsklasse A gefordert wird. Ausgangs- und Endposition ist der Vorwärtssitz.
Zunächst wird unter Einhaltung der korrekten Sitzposition das rechte Bein zum Quersitz innen geführt. Der Voltigierer sitzt mit aufgerichtetem Oberkörper und bei gleichmäßiger Belastung beider Gesäßknochen während die Beine geschlossen am Pferd anliegen. Becken- und Schulterachse stehen parallel zur Längsachse des Pferdes und befinden sich senkrecht übereinander. Der Blick ist im rechten Winkel geradeaus gerichtet. Der Voltigierer hebt nun seinen linken, gestreckten Arm in die seitliche Haltung, die vier Galoppsprünge gehalten werden muss. Hierbei bilden Schultern und Fingerspitzen eine gerade Linie, die Finger sind geschlossen und die Handfläche ist nach unten gerichtet. Nun wird das rechte Bein zum Sitz nach vorne und anschließend das linke Bein zum Quersitz nach außen geführt. Die Sitzposition und Armhaltung entsprechen dem Quersitz innen, wobei hier der rechte Arm ausgestreckt wird. Nach vier Galoppsprüngen wird das linke Bein zum Sitz vorwärts zurückgeführt. Die gestreckten Beine werden stets in gleichmäßigem Halbkreisbogen geführt.

#### Schere
1. Teil zum Rückwärtssitz: Der Voltigierer holt aus dem Sitzen mit den Beinen Schwung, indem er diese nach vorne streckt. Direkt anschließend schwingt er die Beine gestreckt nach hinten. Der Oberkörper geht gleichzeitig nach vorne und der Kopf nach unten, der Voltigierer stützt sich auf die Arme, ideal wäre es hier, sich in den Handstand heraus zu stützen. Im höchsten Punkt werden die Beine so aneinander vorbei genommen (geschert) und der Oberkörper nach innen gedreht, dass der Voltigierer bei der Landung auf dem Pferd rückwärts weich einsitzt.
2. Teil zum Vorwärtssitz: Der Voltigierer hebt das Gesäß und streckt die Beine Richtung Pferdeschulter und holt somit Schwung ("Bogenspannung"). Mit dem nächsten Galoppsprung schwingt er die Beine über den Pferderücken und hebt den Po mit an. Am höchsten Punkt wird wieder geschert und vorwärts weich eingesessen.

#### Stehen
Der Voltigierer kniet sich zunächst kurz auf beide Unterschenkel und stellt sich dann gleichzeitig auf beide Füße. Dann richtet er den Oberkörper auf, die Arme werden dabei in die Seithalte genommen. Der Voltigierer muss die Bewegungen des Pferdes in den Knien und Fußgelenken abfedern, Oberkörper und Arme sollen ruhig gehalten werden. Der Oberkörper muss vollständig aufgerichtet sein.

#### Stützschwung rücklings

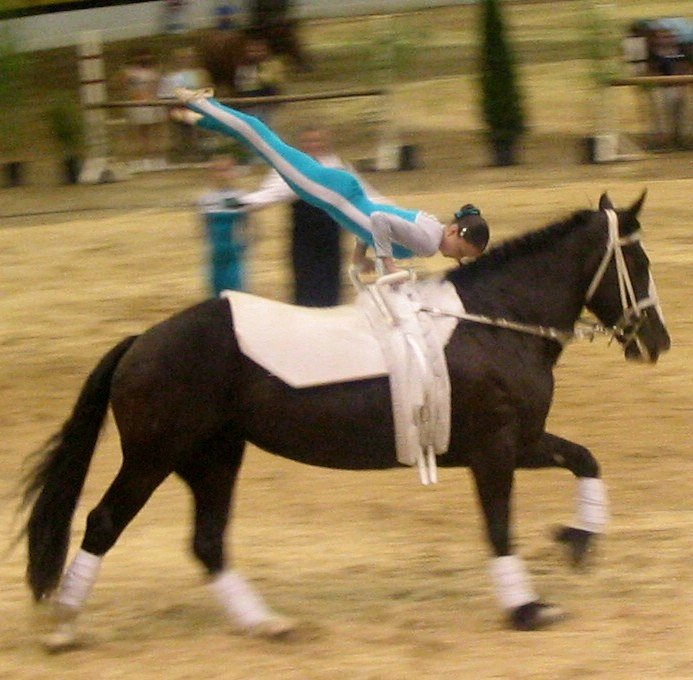
Stützschwung vorlings

Der Stützschwung rücklings stellt eine Vorübung für den zweiten Teil der Schere dar und wird in der Leistungsklasse L verlangt. Ausgangsposition ist der Sitz rückwärts. Über die flüchtige Bogenspannung werden die Beine schnellkräftig vorwärts hochgeschwungen zum flüchtigen Winkelstütz rücklings. Die Beine sind hierbei schulterbreit geöffnet und die Arme gestreckt.

#### Stützschwung vorlings
Der Stützschwung vorlings dient als Vorübung für sowohl die Schere als auch die Flanke und wird in den Leistungsklassen A und L gefordert. Ausgangsposition ist der Sitz vorwärts. Der Voltigierer holt mit gestreckten Beinen nach vorne aus und schwingt die Beine anschließend schnellkräftig nach hinten oben. Der Oberkörper wird nach vorne unten abgetaucht, wobei das Gewicht auf die Arme verlagert wird. Während der Aufwärtsbewegung des Rumpfs in Richtung Handstütz werden die Arme durchgedrückt und die Beine geschlossen. Am höchsten Punkt wird die Hüfte so weit wie möglich gebeugt und die Schultern werden dabei vor die Griffe geschoben. Die gestreckten Beine werden pferdebreit geöffnet, um weich direkt hinter dem Gurt einzusitzen.

#### Wende nach außen bzw. innen
Die Wende dient als Vorübung für die Flanke. In der Leistungsklasse Junior wird die Wende nach innen gefordert, in den Leistungsklassen M und S die Wende nach außen.
Aus dem Sitz vorwärts holt der Voltigierer mit gestreckten Beinen nach vorne aus und schwingt die Beine sodann schnell nach hinten oben. Der Oberkörper wird nach vorne unten abgetaucht und das Gewicht dabei auf die Arme verlagert. Während der Aufwärtsbewegung des Rumpfs in Richtung Handstütz werden die Arme durchgedrückt und die Beine geschlossen. Kurz vor Erreichen des Umkehrpunkts drückt sich der Voltigierer mit beiden Armen gleichzeitig von den Griffen weg. Die beidbeinige Landung vollzieht sich in hüftbreiter, paralleler Fußstellung und wird in den Fuß-, Knie- und Hüftgelenken abgefedert. Das Auslaufen erfolgt in Bewegungsrichtung des Pferdes.

## Kür
In der Kür werden statische und dynamische Übungen nach eigenen Ideen der Sportler frei miteinander kombiniert. Die einzelnen Kürelemente können in alle Blick- und Bewegungsrichtungen ausgeführt werden. Eine Kür-Choreographie umfasst zusätzlich Arm- und Kopfbewegungen, die auf eine frei gewählte Musik abgestimmt sind. In den letzten Jahren hat es sich (v. a. in den oberen Leistungsklassen) etabliert, die Kür unter ein bestimmtes Thema zu stellen, welches durch passende Musik, Choreographie und Bekleidung interpretiert wird.
Eine Besonderheit der Kür im Doppel- und Gruppenvoltigieren besteht darin, dass sich mehrere Personen gleichzeitig auf dem Pferd befinden dürfen: In den Leistungsklassen L, M, S und Junior bis zu drei und in den übrigen Leistungsklassen sowie dem Doppelvoltigieren maximal zwei Voltigierer. Die Mitglieder einer Voltigiergruppe werden häufig in unterschiedlicher Größe und verschiedenem Gewicht gewählt, um Figuren auf der mittleren und oberen Ebene leichter umsetzen zu können. Hier werden die kleineren bzw. leichteren Gruppenmitglieder, die sogenannten „Obermänner“, von den größeren bzw. stärkeren „Untermännern“ gehoben und gehalten. Vertrauen, sowohl zwischen den einzelnen Voltigierern als auch zwischen Voltigierer und Pferd, ist hier von besonderer Bedeutung.
Bei der Auswahl der Kürelemente bestehen nur wenige Vorgaben: Der wichtigste Grundsatz ist, dass eine Kür dem Vermögen des Pferdes auf der einen Seite und dem Ausbildungsstand des Voltigierers auf der anderen Seite entsprechen muss. Das bedeutet, dass der Schwierigkeitsgrad der Übungen nie zulasten des Pferdes oder der technisch korrekten Ausführung gesteigert werden darf. Pflichtübungen dürfen nur in stark abgewandelter oder kombinierter Form gezeigt werden. Befinden sich drei Voltigierer auf dem Pferd, so müssen mindestens zwei den Kontakt zum Pferd behalten.

### Bewertungskriterien
Im Turniersport wird die Kür nach folgenden Kriterien bewertet: Schwierigkeit, Ausführung und Gestaltung.
Zur Errechnung der Note für die Schwierigkeit werden die gezeigten Übungen in S- (schwer), M- (mittel) und L-Teile (leicht) klassifiziert. Zusätzlich existiert beim Einzelvoltigieren der Schwierigkeitsgrad HS (Höchstschwierigkeit). Die Zuordnung eines Elements zu einem Schwierigkeitsgrad wird nach einer Vielzahl von Kriterien bestimmt, beispielsweise Kompliziertheit der Bewegung, Anzahl der Haltepunkte, Höhe über dem Pferd, Bewegungsrichtung sowie Größe und Stabilität der Kontaktfläche.
Die Beurteilung der Gestaltung einer Kür erfolgt anhand dreier Kriteriengruppen: Athletische Aspekte (z. B. Ausgewogenheit statischer und dynamischer Elemente, Wechsel im Übungsaufbau, gleichmäßiger Einsatz der Gruppenmitglieder), Artistische Aspekte (z. B. Bewegungsfluss, Harmonie mit dem Rhythmus des Pferdes, ideenreiche Übergänge) und Künstlerische Aspekte (Authentizität, Ausstrahlung und Musikinterpretation).
Bei der Ausführungsnote kommen die allgemeinen Bewertungskriterien des Voltigiersports zum Einsatz. Beurteilt wird hier im Wesentlichen die Bewegungsqualität, die sich an der optimalen Technik orientiert. Als Qualitätsmerkmale einer Bewegung gelten u. a. Bewegungssicherheit, -genauigkeit, -fluss und -umfang sowie Körperspannung und Haltung.

### Anforderungen an die Disziplinen und Leistungsklassen

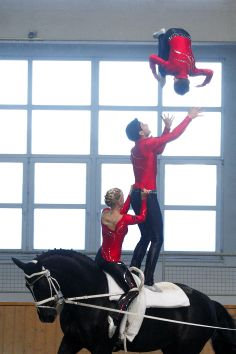
Kür: S-Gruppe Team Bleyer (JRG Köln)

M*-, M**-, S-GruppenHier wird eine frei zusammengestellte Kür aus Einzel-, Doppel- und Dreierübungen gefordert. Die Note der Schwierigkeit errechnet sich aus den 25 schwersten Übungsteile, wobei S-Elemente mit 0,4 , M-Elemente mit 0,3 und L-Elemente mit 0,2 Punkten gewertet werden. Die Bewertung erfolgt nach den Kriterien Schwierigkeit (max. 10,0), Gestaltung (max. 10,0) und Ausführung (max. 10,0) im Verhältnis 1,0 : 2,0 : 3,0. Die zulässige Zeit beträgt maximal vier Minuten.
Junior-TeamsNeben Einzel- und Doppelübungen dürfen maximal sechs statische Dreierübungen geturnt werden, die 20 schwersten Kürelemente werden gewertet (S: 0,5 Punkte; M: 0,4 Punkte; L: 0,3 Punkte). Die Bewertung der Kür erfolgt analog zu den M- und S-Gruppen, das Zeitlimit liegt bei vier Minuten.
L-GruppenEs dürfen maximal sechs statische Dreierübungen gezeigt werden, wobei die 20 schwersten Übungsteile in die Wertung einfließen (S: 0,5 Punkte; M: 0,3 Punkte; L: 0,1 Punkte). Die Bewertung erfolgt nach den Kriterien Schwierigkeit (max. 10,0), Gestaltung (max. 10,0) und Ausführung (max. 10,0) im Verhältnis 1,0 : 2,0 : 3,0. Die zulässige Zeit beträgt maximal vier Minuten.
A-GruppenIn der Leistungsklasse A gibt es eine Besonderheit: Hier wird eine sog. Pflichtkür gefordert, in der zehn vorgeschriebene Kürelemente enthalten sein müssen, um die Höchstschwierigkeitsnote von 5,0 zu erreichen. Dreierübungen sind nicht erlaubt. Die Bewertung erfolgt nach den Kriterien Schwierigkeit (max. 5,0), Gestaltung (max. 5,0) und Ausführung (max. 10,0) im Verhältnis 1,5 : 1,5 : 3,0. Die Gesamtzeit für Pflicht und Kür beträgt 11 Minuten.
EinzelvoltigiererDie Kürbewertung richtet sich im Einzelvoltigieren nach den Kriterien Schwierigkeit (max. 10,0), Gestaltung (max. 10,0) und Ausführung (max. 10,0) im Verhältnis 2,0 : 1,0 : 3,0. Der Wert der Schwierigkeit errechnet sich aus den zehn schwersten Übungsteilen, wobei S-Elemente mit 0,9, M-Elemente mit 0,4 und Höchstschwierigkeiten mit 1,3 Punkten bewertet werden. Wird die Mindestzahl von sieben bewertbaren Kürelementen nicht erreicht, so erhält die Kür eine Gesamtwertnote von null. Die erlaubte Höchstzeit liegt bei einer Minute.
DoppelvoltigiererFür den Wert der Schwierigkeit (max. 10,0) werden die Punkte der fünfzehn schwersten Kürelemente addiert, wobei S-Teile 0,7 und M-Teile 0,3 Punkte zählen. Wird das Minimum von zehn bewertbaren Übungsteilen nicht erreicht, so wird die Kür mit null bewertet. Die Schwierigkeit geht ebenso wie die Gestaltung einfach in die Gesamtwertung ein, die Ausführung zählt doppelt. Insgesamt darf die Kür zwei Minuten dauern.

## Technikprogramm
Das Technikprogramm ist ausschließlich Bestandteil von Einzelvoltigier-Prüfungen im oberen Leistungsbereich. Bei Wettbewerben, die in zwei Runden durchgeführt werden, kann es im zweiten Durchlauf anstelle der Pflicht ausgeschrieben werden. Es setzt sich aus fünf vorgegebenen Elementen zusammen, die in Kombination mit frei zusammengestellten Übungen und Übergängen vorgeführt werden müssen. Jedes Technik-Element stellt eine bestimmte körperliche Anforderung an den Voltigierer: Gleichgewicht, Koordination, Kraft, Sprungkraft oder Beweglichkeit. Im Aufgabenheft Voltigieren ist der nachfolgende Pool von Technik-Elementen aus den verschiedenen Anforderungsgruppen aufgeführt:
- Gleichgewicht:
  - Stehen rückwärts
  - Stehen seitwärts
  - Sprung vom Stehen vorwärts zum Stehen rückwärts
- Rhythmusanpassung an das Pferd:
  - Radbewegung
  - zweiter Teil der Schere mit Stütz auf der Kruppe
  - Freie Rolle vorwärts auf den Pferdehals
- Kraft:
  - Liegestütz rücklings einbeinig
  - Grätschwinkelstütz
  - Nackenstand seitwärts
  - Schulterstand rückwärts
- Sprungkraft:
  - Felgaufsprung
  - Aufsprung in den Schulterstand
  - Aufsprung in die Standwaage
- Beweglichkeit:
  - Standspagat auf dem Pferderücken seitwärts
  - Spagat einarmig gehalten quer zum Pferd
  - Standspagat in der Schlaufe

Die jeweils gültigen fünf Elemente werden von der Deutschen Reiterlichen Vereinigung (FN) über Kalenderveröffentlichungen bekannt gegeben. Im internationalen Voltigier-Regelwerk der FEI werden im Abstand von vier Jahren jeweils zwei Technik-Elemente ersetzt. Ab dem 1. Januar 2015 werden in Deutschland und bei internationalen Turnieren die folgenden Technik-Elemente gefordert:
1. Felgaufsprung von innen oder außen zum Rückwärtssitz auf den Pferdehals
2. Rolle vorwärts von der Kruppe zum Sitz vorwärts auf dem Pferdehals
3. Standspagat gestützt, rückwärts auf dem Pferderücken
4. Umspringen vom Knien vorwärts zum Stehen rückwärts mit statischer Armhaltung
5. Liegestütz rücklings, einbeinig

### Bewertung
Die Bewertung des Technikprogramms erfolgt nach den Kriterien Technik, Gestaltung und Ausführung im Verhältnis 5:3:1.
Jedes der fünf Technik-Elemente erhält analog zur Pflicht eine Wertnote zwischen 0,0 und 10,0. Die Richter orientieren sich dabei zum einen an bestimmten Kriterien und Richtwerten, die für jede Übung im Aufgabenheft Voltigieren beschrieben sind und zum anderen an den allgemeinen Bewertungskriterien der Leistungsprüfungsordnung (LPO). Jedes Technik-Element darf einmal wiederholt werden, wobei stets die Wiederholung gewertet wird. Allerdings fließt der erste Versuch in die Ausführungsnote ein.
Die Gestaltungsnote umfasst sowohl die Technik-Elemente als auch die frei gewählten Übungen. Beurteilt werden analog zur Kür Athletische Aspekte (Anforderungen an den Auf- und Abbau der Technik-Elemente, Auswahl zusätzlicher statischer und dynamischer Übungen), Artistische Aspekte (z. B. Harmonie mit dem Rhythmus des Pferdes, Höhepunkte und Akzentsetzungen, Originalität) sowie Künstlerische Aspekte (Musikinterpretation, Ausstrahlung und Authentizität).
Bei der Ausführungsnote bleiben die Technik-Elemente unberücksichtigt, es wird ausschließlich die Qualität der zusätzlich gezeigten Elemente und Übergänge nach den allgemeinen Bewertungskriterien beurteilt. Ausnahme hierbei bildet der erste Versuch eines wiederholten Technik-Elements, der ebenfalls in die Ausführungsnote einfließt.  Abweichungen von der optimalen Bewegungsqualität werden als Abzüge im Protokoll vermerkt, ebenfalls werden Punkte für Stürze abgezogen. Aus der Summe der Abzüge wird die Ausführungsnote errechnet.

## Geschichte
2008 wurden die Leistungsklassen neu eingeteilt. LK D wurde zu A, LK C wurde zu L, LK B wurde zu M*, LK A wurde zu M**
Die LK S kommt neu dazu und wird noch einmal in Junior und Senior aufgeteilt.
| heute    | vor 2008 | Pflicht |
| -------- | -------- | --- |
| A        | D        | Aufsprung, Grundsitz, Fahne, Liegestütz, Innen- und Außensitz, Knien, Stützschwung vorwärts, Abgang                                              |
| L        | C        | Aufsprung, Grundsitz, Fahne mit Arm (erst Bein, dann Arm), Stehen, Stützschwung vorwärts, halbe Mühle, Stützschwung rückwärts, Abgang nach innen |
| M *      | B        | Aufsprung, Fahne mit Arm gleichzeitig, ganze Mühle, Schere, Stehen, Flanke 1. Teil, Hohe Wende nach außen ab                                     |
| M **     | A        | Aufsprung, Fahne mit Arm gleichzeitig, ganze Mühle, Schere, Stehen, Flanke                                                                       |
| S Junior |          | Aufsprung, Grundsitz, halbe Mühle, Stützschwung rückwärts, Fahne mit Arm gleichzeitig, Stützschwung vorwärts und Hohe Wende nach außen ab        |
| S Senior |          | Aufsprung, Grundsitz, Fahne mit Arm gleichzeitig, ganze Mühle, Schere, Stehen, Flanke                                                            |